# Hugh Macmillan, Baron Macmillan

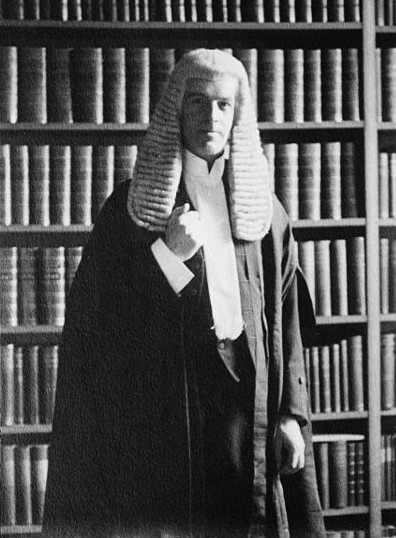
Hugh Macmillan, Baron Macmillan

Hugh Pattison Macmillan, Baron Macmillan GCVO PC KC (* 20. Februar 1873; † 5. September 1952) war ein britischer Jurist, der zuletzt als Lord of Appeal in Ordinary aufgrund des Appellate Jurisdiction Act 1876 als Life Peer auch Mitglied des House of Lords war. 

## Leben

### Rechtsanwalt und Lord Advocate
Nach dem Besuch der Collegiate School in Greenock absolvierte Macmillan zunächst ein Studium der Philosophie an der University of Edinburgh, das er mit einem Bachelor of Arts (B.A. Philosophy) abschloss. Ein darauf folgendes Studium der Rechtswissenschaften an der University of Glasgow beendete er mit einem Bachelor of Laws (LL.B.) und erhielt 1897 seine anwaltliche Zulassung bei der Rechtsanwaltskammer von Schottland (Scots Bar). Im Anschluss nahm er eine Tätigkeit als Rechtsanwalt (Advocate) auf und wurde für seine anwaltlichen Verdienste 1912 zum Kronanwalt (King’s Counsel) ernannt.
Im Februar 1924 wurde Macmillan von Premierminister Ramsay MacDonald als Nachfolger von William Watson zum Lord Advocate (Generalstaatsanwalt) von Schottland ernannt und bekleidete dieses Amt bis zu seiner eigenen Ablösung durch Watson im November 1924. Zugleich wurde er 1924 zum Privy Councillor ernannt und nahm nach Beendigung der Amtszeit als Lord Advocate wieder seine anwaltliche Tätigkeit auf.
Nach dem Schwarzen Donnerstag vom 24. Oktober 1929 und der daraus resultierenden Weltwirtschaftskrise war er bis 1931 Vorsitzender des nach ihm benannten Macmillan Committee, einem Beratungsgremium der Regierung für Wirtschafts- und Industriefragen, dem unter anderem Ernest Bevin, John Bradbury, 1. Baron Bradbury, John Maynard Keynes und Reginald McKenna als Mitglieder angehörten. Des Weiteren fungierte er zwischen 1929 und 1943 als Vorsitzender des Rates der Universität London.

### Lordrichter, Oberhausmitglied und Informationsminister
Durch ein Letters Patent vom 3. Februar 1930 wurde Russell aufgrund des Appellate Jurisdiction Act 1876 als Life Peer mit dem Titel Baron Macmillan, of Aberfeldy in the County of Perthshire, zum Mitglied des House of Lords in den Adelsstand berufen und wirkte zunächst bis 1939 als Lordrichter (Lord of Appeal in Ordinary). Er gehörte damit zu den wenigen Law Lords, die zuvor kein Richteramt ausgeübt hatten, sondern direkt aus der Anwaltschaft heraus zum Lord of Appeal in Ordinary ernannt wurden.
1933 wurde er zum Vorsitzenden der ebenfalls nach ihm benannten Macmillan Commission berufen, die unter dem offiziellen Namen Royal Commission on Banking and Currency die Regierung Kanadas in Fragen der Geldpolitik beriet. Der Kommission gehörten neben Politiker wie dem ehemaligen kanadischen Finanzminister William Thomas White und dem damaligen Premierminister von Alberta John Edward Brownlee auch namhafte Bankmanager an. Weiterhin war er zwischen 1935 und 1952 Vorsitzender des Wohltätigkeitsfonds Pilgrims Trust sowie von 1936 bis 1946 Vorsitzender des Beirates der BBC. Für seine Verdienste wurde er 1937 zum Knight Grand Cross des Royal Victorian Order geschlagen.
Am 5. September 1939 trat er von seinem Richteramt zurück, nachdem er von Premierminister Neville Chamberlain zum Informationsminister ernannt worden war. Dieses Ministeramt bekleidete er bis zu seiner Ablösung durch John Reith, dem langjährigen ersten Generaldirektor der BBC, am 5. Januar 1940.
Zuletzt wurde Lord Macmillan am 18. Juli 1941 erneut zum Lord of Appeal in Ordinary ernannt und übte das Amt diesmal bis zu seinem Rücktritt am 6. Januar 1947 aus.

## Mitgliedschaften
1938 wurde Macmillan als auswärtiges Ehrenmitglied in die American Academy of Arts and Sciences sowie in die American Academy of Arts and Letters gewählt.

## Veröffentlichungen
- A Man of Law's Tale, Autobiografie, 1952